# Equazioni di drift-diffusion
In fisica dello stato solido per equazioni di drift-diffusion (o sistema drift-diffusion; la locuzione inglese drift-diffusion è traducibile letteralmente in italiano come avvezione-diffusione) si intende un sistema di equazioni alle derivate parziali che descrivono i fenomeni di trasporto nei dispositivi elettronici.
Esse sono state ricavate e utilizzate per la prima volta nella prima metà degli anni 1980 e costituiscono un mezzo per la modellazione matematica e simulazione numerica nell'ambito dello studio delle proprietà dei dispositivi elettronici, in particolare i dispositivi a semiconduttore.

## Equazioni
Le equazioni possono essere ricavate, ad esempio, a partire dalle equazioni del trasporto di Boltzmann. Si consideri un generico dispositivo a semiconduttore delimitato da un dominio {\displaystyle \Omega } dello spazio, nel quale si identifica la regione di spazio {\displaystyle \Omega _{\mathrm {semic} }} costituita da materiale semiconduttore.
Il sistema drift-diffusion è costituito da un'equazione di Poisson - conseguenza delle equazioni di Maxwell - e da due equazioni di continuità, cioè leggi di conservazione della carica elettrica, che sono rispettivamente:
{\displaystyle \left\{{\begin{alignedat}{2}-\nabla \cdot (\epsilon \nabla \varphi )-\rho &=0,&\quad &{\text{in }}\Omega ,\\q{\frac {\partial n}{\partial t}}-\nabla \cdot \mathbf {J} _{n}&=q(G-R),&\quad &{\text{in }}\Omega _{\mathrm {semic} },\\q{\frac {\partial p}{\partial t}}+\nabla \cdot \mathbf {J} _{p}&=q(G-R),&\quad &{\text{in }}\Omega _{\mathrm {semic} },\end{alignedat}}\right.}
dove
- {\displaystyle \epsilon } è la permittività elettrica del materiale considerato (può essere ad esempio una funzione costante a tratti nelle diverse regioni del dispositivo);
- {\displaystyle q} è la carica elementare;
- {\displaystyle \varphi } è il valore del potenziale elettrico nel dispositivo;
- {\displaystyle n,\,p} sono le densità - per unità di volume - di portatori di carica (rispettivamente elettroni e lacune);
- {\displaystyle \rho } è la densità di carica per unità di volume; in particolare vale il legame {\displaystyle \rho =-q\left(n-p+D\right)}, dove {\displaystyle D} è la concentrazione di eventuali sostanze droganti, nelle regioni di semiconduttore e {\displaystyle \rho =0} nelle regioni costituite da materiale isolante;
- {\displaystyle \mathbf {J} _{n},\,\mathbf {J} _{p}} sono i vettori densità di corrente elettrica, per unità di superficie;
- {\displaystyle (G-R)} è il tasso netto di generazione-ricombinazione.

Il sistema drift-diffusion, accoppiato a delle opportune condizioni al contorno - che dipendono dalla geometria del dispositivo e da come esso sia eventualmente connesso ad un circuito esterno - è da risolvere nelle incognite {\displaystyle \varphi ,\,n,\,p}, funzioni dello spazio e del tempo.

## Modello Drift-Diffusion per le correnti
Le equazioni in esame prendono il nome dalla relazione costitutiva che viene assunta per i vettori densità di corrente. Si suppone infatti che la corrente che scorre all'interno del dispositivo sia dovuta a due contributi distinti, che verranno analizzati nei prossimi paragrafi.

### Trasporto (drift)
Ciascun portatore di carica è soggetto ad una forza coulombiana dovuta alla presenza di un campo elettrico {\displaystyle \mathbf {E} =-\nabla \varphi } che fa muovere elettroni e lacune con velocità rispettivamente pari a {\displaystyle v_{n}=\mu _{n}\mathbf {E} ,\,v_{p}=\mu _{p}\mathbf {E} }, dove {\displaystyle \mu _{n},\,\mu _{p}} sono i coefficienti di mobilità elettrica per elettroni e lacune. Il flusso di corrente sarà pertanto proporzionale al numero medio di particelle cariche che attraversano un dato punto dello spazio per unità di tempo, cioè:
{\displaystyle {\begin{aligned}\mathbf {J} _{n,\mathrm {drift} }&=-q\mu _{n}n\nabla \varphi ,\\\mathbf {J} _{p,\mathrm {drift} }&=-q\mu _{p}p\nabla \varphi .\end{aligned}}}

### Diffusione
Inoltre, all'interno del dispositivo vengono generate delle correnti di diffusione elettrica dovute a gradienti di concentrazione, cioè al fatto che i portatori non sono uniformemente distribuiti nello spazio ma esistono delle regioni a maggiore o minore densità. Il contributo di corrente dovuto alla diffusione delle cariche si può esprimere, dalla legge di Fick, come:
{\displaystyle {\begin{aligned}\mathbf {J} _{n,\mathrm {diffusion} }&=+qD_{n}\nabla n,\\\mathbf {J} _{p,\mathrm {diffusion} }&=-qD_{p}\nabla p,\end{aligned}}}
dove {\displaystyle D_{n},\,D_{p}} sono i coefficienti di diffusività per elettroni e lacune. Si sottolinea in particolare che i moti diffusivi di particelle cariche di segno diverso generano a loro volta correnti di segno opposto.

### Relazione di Einstein-Smoluchowski
Sommando i due contributi di trasporto e diffusione, si ottiene l'espressione finale del modello drift-diffusion per le densità di corrente:
{\displaystyle {\begin{alignedat}{3}\mathbf {J} _{n}&=-q\mu _{n}n\nabla \varphi &&+qD_{n}\nabla n,\\\mathbf {J} _{p}&=-q\mu _{p}p\nabla \varphi &&-qD_{p}\nabla p.\end{alignedat}}}
Sebbene i due contributi siano indipendenti, si assume che valga la relazione di Einstein-Smoluchowski tra i coefficienti di mobilità e di diffusività:
{\displaystyle {\begin{aligned}D_{n}&=\mu _{n}{\frac {n}{q{\frac {\partial n}{\partial \varphi _{n}}}}},\\D_{p}&=\mu _{p}{\frac {n}{q{\frac {\partial p}{\partial \varphi _{p}}}}},\end{aligned}}}
dove {\displaystyle \varphi _{n},\,\varphi _{p}} sono i potenziali chimici associati a elettroni e lacune:
{\displaystyle {\begin{aligned}\varphi _{n}&=\varphi -\phi _{n},\\\varphi _{p}&=\phi _{p}-\varphi ,\end{aligned}}}
avendo indicato con {\displaystyle \phi _{n},\,\phi _{p}} i rispettivi potenziali di quasi-Fermi.
In particolare è possibile esprimere le seguenti relazioni tra le densità di carica e i potenziali chimici in termini di integrali su tutti gli stati energetici disponibili:
{\displaystyle {\begin{aligned}n&=\int _{-\infty }^{+\infty }g(E-E_{\mathrm {C} })f(E+q\phi _{n})\,\mathrm {d} E,\\p&=\int _{-\infty }^{+\infty }g(E_{\mathrm {V} }-E)[1-f(E+q\phi _{p})]\,\mathrm {d} E,\\\end{aligned}}}
dove:
- {\displaystyle g} è la funzione densità degli stati, la cui modellazione è cruciale per descrivere correttamente la fisica del dispositivo considerato; è importante distinguere il caso di semiconduttori inorganici (ad esempio il silicio o suoi composti), per i quali viene spesso[2][3] considerata una densità degli stati del tipo {\displaystyle g(E)\propto {\sqrt {E}}}, e semiconduttori organici in cui, per le intrinseche differenze nei fenomeni che governano il trasporto di carica rispetto al caso inorganico, le forme considerate sono di diversa forma e origine fisica (ad esempio gaussiane[4]: {\displaystyle g(E)\propto \exp \left(-E^{2}\right)});
- {\displaystyle f} è la distribuzione statistica degli stati energetici nel materiale considerato (ad esempio la statistica di Maxwell-Boltzmann o la statistica di Fermi-Dirac);
- {\displaystyle E_{\mathrm {C} }} ({\displaystyle E_{\mathrm {V} }}) è il livello inferiore (superiore) della banda di conduzione (valenza); nel caso organico i livelli corrispondenti sono gli orbitali di frontiera.

Essendo {\displaystyle E_{\mathrm {C} },\,E_{\mathrm {V} }} esprimibili in funzione del potenziale elettrico {\displaystyle \varphi }, le relazioni precedenti permettono di esprimere dei legami della forma:
{\displaystyle {\begin{alignedat}{3}n&=n(\varphi ,\phi _{n})&=n(\varphi ,\varphi _{n}),\\p&=p(\varphi ,\phi _{p})&=p(\varphi ,\varphi _{p}),\end{alignedat}}}
che mettono in evidenza il fatto che le concentrazioni di ciascun portatore sono funzioni soltanto del potenziale elettrico e del rispettivo potenziale chimico.

### Dipendenza dalla temperatura
Se la temperatura {\displaystyle T} non può essere assunta come una costante ma le sue variazioni spaziali sono rilevanti nel determinare la dinamica del sistema fisico considerato, è possibile includere nel modello drift-diffusion dei termini che dipendono dai gradienti di temperatura. Il modello drift-diffusion si generalizza dunque come:
{\displaystyle {\begin{alignedat}{4}\mathbf {J} _{n}&=-q\mu _{n}n\nabla \varphi &&+qD_{n}\nabla n&&+qS_{n}\nabla T,\\\mathbf {J} _{p}&=-q\mu _{p}p\nabla \varphi &&-qD_{p}\nabla p&&+qS_{p}\nabla T,\\\end{alignedat}}}
dove {\displaystyle S_{n}\,S_{p}} rappresentano la conducibilità termica per i due portatori di carica. In questo caso la temperatura è da intendersi come un'ulteriore incognita del sistema, che andrà quindi accoppiato con un'opportuna equazione del calore da risolvere nella variabile {\displaystyle T}.

## Equilibrio termodinamico
Le equazioni drift-diffusion possono essere semplificate nel caso in cui valga l'equilibrio termodinamico, definito come la condizione del sistema in cui i flussi avvettivi e diffusivi si bilanciano perfettamente, cioè {\displaystyle \mathbf {J} _{n}=\mathbf {J} _{p}=0}, così come i fenomeni di generazione e ricombinazione, cioè {\displaystyle G=R}, e tutte le grandezze in esame sono funzioni della posizione costanti nel tempo. Sotto queste ipotesi le due equazioni di continuità sono identicamente soddisfatte e il sistema si riduce alla sola equazione di Poisson.
Inoltre, in condizioni di equilibrio i livelli di quasi-Fermi sono entrambi costanti nello spazio e pari al livello di Fermi che, senza ledere le generalità del problema, può essere assunto pari a {\displaystyle 0} (essendo il potenziale definito a meno di una costante additiva). Questo implica che le relazioni tra le densità dei portatori e potenziale sopra presentate possono essere ridotte a:
{\displaystyle {\begin{aligned}n&=n(\varphi ),\\p&=p(\varphi ).\\\end{aligned}}}
Questi legami dipendono fortemente dalla scelta delle funzioni {\displaystyle g,\,f} ma sono funzione del solo potenziale elettrico {\displaystyle \varphi } che diventa dunque l'unica incognita del problema. Riepilogando, si ottiene un'equazione di Poisson non lineare:
{\displaystyle -\nabla \cdot (\epsilon \nabla \varphi )=\left\{{\begin{alignedat}{2}&-q(n(\varphi )-p(\varphi )+D),&\quad &{\text{in }}\Omega _{\mathrm {semic} },\\&0,&\quad &{\text{in }}\Omega \setminus \Omega _{\mathrm {semic} }.\\\end{alignedat}}\right.}

## Soluzione numerica

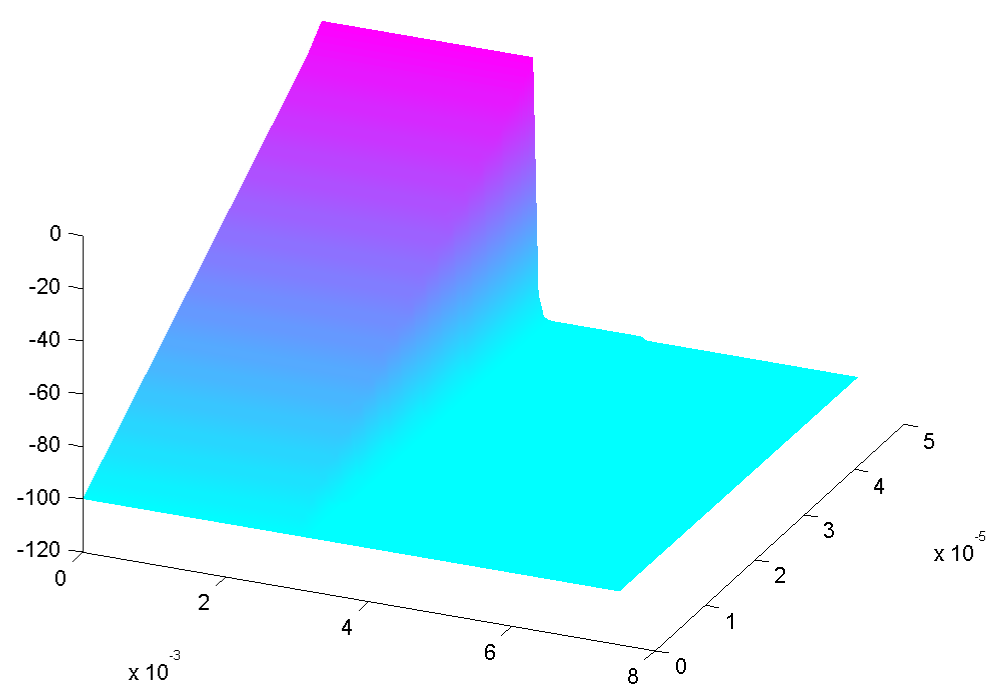
Potenziale elettrico in una sezione bidimensionale di un dispositivo MOSFET, simulato a partire dalle equazioni di drift-diffusion.

La soluzione numerica delle equazioni riportate nelle sezioni precedenti deve consistere delle seguenti due fasi (non necessariamente nell'ordine):
- linearizzazione, ad esempio mediante metodo di Newton o un metodo di punto fisso, in modo da risolvere le forti non linearità del sistema rispetto alle variabili {\displaystyle \varphi ,\,n,\,p}. In generale, è possibile ottenere una successione di problemi lineari che permettono di calcolare la soluzione del problema con una procedura iterativa;
- discretizzazione, che prevede di approssimare la geometria del dispositivo con una geometria discreta (ad esempio una mesh poligonale, o griglia di calcolo) e di applicare alle equazioni un'opportuna tecnica di discretizzazione (ad esempio il metodo agli elementi finiti). In questa fase il problema alle derivate parziali viene trasformato in un sistema di equazioni, che può essere a sua volta lineare o non lineare a seconda che la linearizzazione venga effettuata prima o dopo rispetto alla discretizzazione.

Si sottolinea in particolare la necessità che il metodo numerico adottato garantisca:
- la positività della soluzione numerica relativa alle densità {\displaystyle n,\,p}, dal momento che concentrazioni negative non hanno significato fisico;
- la conservazione della carica anche in ambito discreto (si parla in questo caso di metodo conservativo).

Un esempio di metodo numerico che gode di queste due proprietà consiste nella variante Finite Volume Scharfetter-Gummel, sviluppata nel 1998, del metodo ai volumi finiti con schema di discretizzazione alla Scharfetter-Gummel.